# رنا الفارس
رنا عبد الله عبد الرحمن عبد الله الفارس، سياسية كويتية، شغلت منصب وزير الدولة لشؤون الاتصالات وتكنولوجيا المعلومات ووزير الدولة لشوؤن البلدية. وشغلت سابقًا منصب وزير الأشغال العامة.

## حياتها
حصلت على درجة البكالوريوس من جامعة الكويت في مجال الهندسة المدنية، وحصلت على درجة الماجستير عام 1999 من جامعة جنوب كاليفورنيا الأمريكية كما حصلت على درجة الدكتوراة عام 2004 من نفس الجامعة في مجال الهندسة الجيوتقنية وهو تخصص مرتبط بصورة أساسية بالهندسة المدنية، عادت بعدها للكويت وانضمت لهيئة التدريس في كلية الهندسة والبترول جامعة الكويت أستاذ بقسم الهندسة المدنية. في عام 2008 تم تعيينها مساعدا لنائب مدير جامعة الكويت لتخطيط المواقع الحالية و من ثم عُينت مديرا للبرنامج الإنشائي في عام 2009. في عام 2014 تم تعيينها وكيل مساعد بجهاز متابعة الأداء الحكومي وشغلت منصب نائب رئيس جهاز متابعة الأداء الحكومي برتبة وكيل وزارة. وصدر مرسوم تعيينها نائبا لرئيس مجلس إدارة الجهاز المركزي للمناقصات العامة في عام 2017.

## المناصب
شغلت العديد من المناصب القيادية في الكويت:
- نائب رئيس مجلس إدارة الجهاز المركزي للمناقصات العامة.
- نائب رئيس جهاز متابعة الأداءالحكومي بدرجة وكيل وزارة.
- وكيل مساعد في جهاز متابعة الأداء الحكومي.
- مدير البرنامج الإنشائي جامعة الكويت، مشروع مدينة صباح السالم الجامعة.
- عضو هيئة تدريس بقسم الهندسة المدنية- كلية الهندسة والبترول جامعة الكويت.
- عضو مجلس إدارة بالهيئة العامة للبيئة.
- عضو مجلس إدارة بالمركز العلمي.
- وزير البلدية.
- وزير الدولة لشؤون الاتصالات وتكنولوجيا المعلومات.